# Bernardo Guarachi
Bernardo Guarachi Mamani (Patacamaya, Bolivia; 14 de enero de 1953) es un montañista y guía de montaña boliviano.
Es el primer boliviano en haber realizado el ascenso al Everest en 1998 y haber culminado el 9 de enero de 2020 las Siete Cumbres, las más altas montañas de cada uno de los seis continentes.

## Biografía

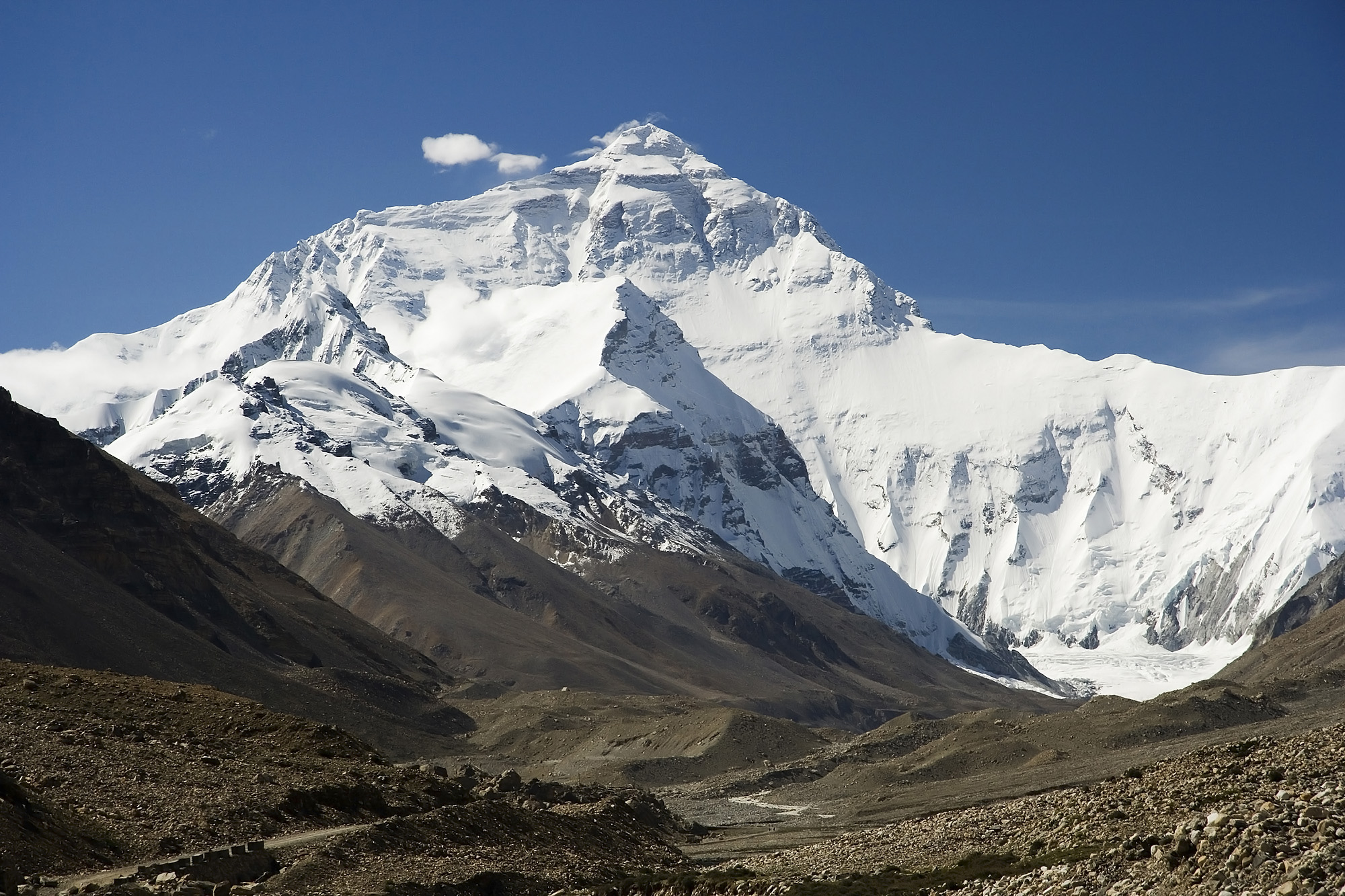
Everest, cara norte, Monte que Guarachi escaló en 1998, siendo el primer boliviano en lograrlo.

### Infancia en Chile
Bernardo Guarachi nació el 14 de enero de 1953 en la localidad de Patacamaya. Hasta sus 22 años vivió en Arica, Chile, junto a Justo Suárez maquinista de locomotora y Fermín Burgos un banquero socialista, quienes lo habían adoptado a sus siete años, vivió en Arica 10 años y tras el golpe de Estado de Pinochet decidió volver a Bolivia.

### Retorno a Bolivia
Tras el golpe retornó a Bolivia donde consiguió trabajo en una agencia de turismo con oficinas en El Prado de La Paz, allí empezó su trabajo acompañando grupos de montañistas, allí Guarachi encontró su pasión por esta disciplina.
Se mantuvo en este trabajo hasta que en 1977 decidió realizar el ascenso del nevado Sajama, Tras este ascenso, que realizó sin dificultades fue invitado a Europa para capacitarse en montañismo, lo hizo y retornó a Bolivia tras 4 años.
En 1985 realizó una inspección en el Illimani, junto a otros dos experimentados andinistas locales: Juan Carlos Ando y Freddy Ortiz, para identificar los restos del Vuelo 980 de Eastern Airlines a pedido del Cónsul de Estados Unidos en Bolivia, quien era amigo de Guarachi.

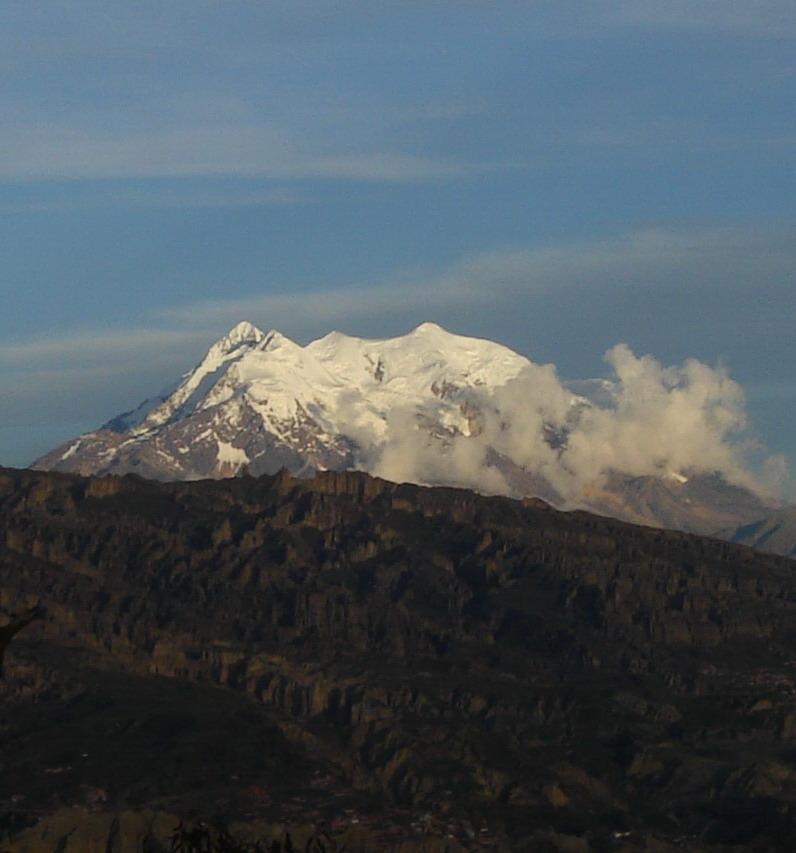
Illimani, montaña a la que Guarachi ascendió en más de 100 oportunidades.

### Montañismo
Tras su formación en Europa, Guarachi inició un emprendimiento relacionado con el turismo pero continuó sus actividades en montañismo planteándose numerosos desafíos. 
El 25 de mayo de 1998 los registros mencionan el ascenso de Guarachi al monte Everest.
Junto a su hijo Eliot fueron los 2 primeros bolivianos en ascender el Cho Oyu.
El 9 de enero de 2020 Guarachi completa el reto de las siete montañas más altas del mundo.

### Cumbres conquistadas
- Illimani, realizó más de 100 ascensos.
- Sajama, llegó a la cima al menos 40 veces.
- Cho Oyu, 2011[4]

### Siete Cumbres
1. 1985, Aconcagua[4]
2. 1998, 25 de mayo, Monte Everest
3. 2000, Monte McKinley[4]
4. 2015, Kilimanjaro[4]
5. 2016, 23 de junio, Monte Elbrús[1][15]
6. 2016, 8 de julio, Monte Cartensz
7. 2020, 9 de enero, Macizo Vinson